# 1984 à la télévision
| Années de la télévision : 1981 - 1982 - 1983 - 1984 - 1985 - 1986 - 1987    |
| Décennies de la télévision : 1950 - 1960 - 1970 - 1980 - 1990 - 2000 - 2010 |

Cet article présente les faits marquants de l'année 1984 à la télévision.

## Évènements
- 2 janvier : Naissance de la chaîne de télévision internationale francophone TV5, née d'un partenariat de cinq chaînes publiques françaises, belge et suisse.
- 2 janvier : Lancement à 17h27 par la CLT de la chaîne de télévision en allemand RTL Plus au Luxembourg et en Allemagne.
- 30 septembre : La Deutsches Fernsehen est rebaptisée Erstes Deutsches Fernsehen (première chaîne allemande).
- 4 novembre : Naissance de la chaîne de télévision à péage Canal+ en France.
- 1er décembre : Naissance de la chaîne de télévision internationale germanophone 3sat, née d'un partenariat de trois chaînes publiques allemande, autrichienne et suisse.

## Émissions
- La Chance aux chansons (TF1)
- Cabou Cadin (Canal +)
- Top 50 (Canal +)
- Vitamine (TF1)
- Sept sur sept (TF1)

## Séries télévisées
- 15 septembre : Début de la série Les Muppet Babies sur CBS.
- 16 septembre : début de diffusion de la série Miami vice (« Deux flics à Miami ») aux États-Unis sur NBC.
- 19 septembre : première diffusion de Les Routes du paradis, série américaine avec Michael Landon, aux États-Unis (1987 en France).
- 20 septembre : Début de la série Madame est servie (Who's the Boss?) aux États-Unis sur ABC.
- 15 octobre : Début de la série d'animation Les Entrechats aux États-Unis.
- 4 novembre : Première diffusion de la série Mister T. en France sur Canal + dans l'émission Cabou Cadin.
- 6 novembre : Début de la série britannique Sherlock Holmes (série télévisée d'animation). Fait ses débuts pour la première fois en France sur la chaîne Canal+ dans l'émission Cabou Cadin le 1er décembre 1984.

## Feuilletons télévisés
- Billet doux, série française de six épisodes de Michel Berny
- janvier : La Dictée, série française de six épisodes de Jean-Pierre Marchand (dialogues de Jean Cosmos), avec Pascale Rocard;
- 23 février : La Chambre des dames, série française en 10 épisodes de Yannick Andréi d'après le roman du même nom de Jeanne Bourin.
- 5 oct - 7 déc : Des grives aux loups, adaptation par Philippe Monnier pour Antenne 2 du roman de Claude Michelet (10 épisodes).

## Principales naissances
- 1er février : Lee Thompson Young, acteur, réalisateur et scénariste américain († 19 août 2013).
- 23 avril : Jesse Soffer, acteur américain.
- 26 avril : Emily Wickersham, actrice américaine.
- 19 novembre : Sarah Stern, actrice française.

## Principaux décès
- 25 février : Roger Couderc, journaliste sportif français, spécialiste du rugby à XV (° 12 juillet 1918).
- 24 mars : Sam Jaffe, acteur américain (° 10 mars 1891).
- 5 août : Richard Burton, acteur britannique (° 10 novembre 1925).
- 8 août : Richard Deacon, acteur américain (° 14 mai 1921).
- 30 septembre : Frank Satenstein, réalisateur et producteur américain (° 7 octobre 1924).
- 24 décembre : Peter Lawford, acteur et producteur anglo-américain (° 7 septembre 1923).